# Stereochilus marginatus
La salamandra multilineada (Stereochilus marginatus) es una especie de salamandra de la familia Plethodontidae. Es la única especie del género monotípico Stereochilus. Es endémica de los Estados Unidos. 

## Descripción física
Stereochilus marginatus son pequeñas salamandras, generalmente de 6,4 a 11,4 cm (2,5 a 4,5 plg) de longitud total, con una cabeza delgada y afilada y una cola más corta que la media de las salamandras pletodóntidas.  Según Dirk J. Stevenson, "el patrón de color básico es marrón o amarillo opaco con líneas longitudinales estrechas, claras y oscuras que alternan a lo largo de los lados inferiores del cuerpo que se rompen en la cola en un patrón similar a una red".

## Hábitat y distribución
Esta especie de salamandra se encuentra comúnmente en la llanura costera atlántica inferior de Georgia.  Está presente en la llanura costera del Atlántico desde el noreste de Florida hasta el sureste de Virginia.  La especie es “inusualmente acuática para un pletodóntido”, habitando “pantanos boscosos que bordean aguas negras de poca corriente, zanjas poco profundas llenas de vegetación acuática y áreas de filtración sucias”.  También es probable encontrar Stereochilus marginatus bajo una cubierta natural, como el esfagno o los restos en descomposición de hojas y otros materiales naturales que quedan en los lechos de los ríos; a veces también se pueden encontrar debajo de los restos de árboles en ambientes más secos. 

## Ciclo de Vida
Stereochilus marginatus es una de las 35 especies de Plethodontidae que ponen huevos acuáticos que eclosionan como larvas nadadoras. El período de larva dura alrededor de 1 a 2 años. Por lo general, tarda de 3 a 4 años en madurar para reproducirse. Los machos alcanzan la madurez sexual antes que las hembras. Desafortunadamente, no se sabe mucho sobre su vida útil esperada. 

## Dieta e interacciones interespecíficas
Tanto las dietas de los adultos como las de las larvas tienden a consistir en pequeños invertebrados, incluidos artrópodos y gusanos. 
Es común encontrar Desmognathus auriculatus (salamandras pardas del sur) y Pseudotriton montanus (salamandras de barro) en los mismos ambientes. Los depredadores de Stereochilus marginatus pueden incluir fauna acuática o insectos más grandes.